# Ludwig Thoma
Pour les articles homonymes, voir Thoma.
Ludwig Thoma (21 janvier 1867 – 26 août 1921) est un écrivain allemand, éditeur et rédacteur en chef, devenu populaire grâce à sa description un peu caricaturale de la vie quotidienne bavaroise.

## Parcours
Après avoir obtenu son diplôme de l’École impériale de Landstuhl (aujourd'hui : Landstuhl Sickingen-Gymnasium), il étudie d'abord les eaux et forêts à Aschaffenbourg, jusqu'en 1893, puis le droit à Munich et Erlangen. Plus tard, il s'installe comme avocat, d'abord à Dachau, puis à Munich.
Après 1899, il travaille pour la revue Simplicissimus et publie des articles humoristiques, des comédies, des romans ou des contes.
En 1906, la publication dans Simplicissimus d'un poème satirique dédié aux curés de Cologne-sur-le-Rhin lui vaut six semaines de détention à la prison de Stadelheim pour « insulte à des membres d'une ligue de vertu ».
Dans les dernières années de sa vie, il se lance dans une propagande à caractère antisémite et nationaliste, dirigée contre les Juifs et les hommes politiques de gauche (par exemple pour le journal Miesbacher Anzeiger). Au cours de la Première Guerre mondiale, il servit dans les secours paramédicaux.
Ses œuvres les plus célèbres sont Ein Münchner im Himmel, les Lausbubengeschichten et Jozef Filsers Briefwexel.